# 新日本愛樂交響樂團
公益財團法人新日本愛樂交響樂團（日语：新日本フィルハーモニー交響楽団）是日本東京的一支管弦樂團，是日本交響樂團聯盟的正式成員之一。樂團於1972年創立，由小澤征爾擔當桂冠榮譽指揮。墨田三聲音樂廳是新日本愛樂交響樂團的主要演出場館。

## 概要
1969年原富士電視台和文化放送合資運營的日本愛樂交響樂團宣布解散，此時有2/3數量的成員選擇重組原樂團，但另外1/3數量的成員與小澤徵爾、山本直純一同，與1972年組建新的自主運營的新日本愛樂交響樂團。
1997年樂團與東京都墨田区簽訂了專營合約，取得墨田三聲音樂廳的專屬使用權，作為樂團的演出、練習、辦公地。
2003年以後，由Christian Arming擔任樂團音樂總監。小澤徵爾任客席指揮。
2004年夏與久石讓等人士共同建立新企劃新日本愛樂·World Dream·交響樂團，由久石讓擔任企劃的音樂總監。同年發表了企劃的首張專輯《World Dreams》，其中收錄了樂團與久石讓合作的一些舊作的重新演奏版，像是《天空之城》、《HANA-BI》等電影的部分原聲帶，以及由樂團重新演奏的《粉紅豹》、《星際大戰：曙光乍現》等電影的部分原聲帶等曲目。
2012年4月2日正式改制為公益財團法人。

## 演出作品
不少電子遊戲的原聲帶由該管弦樂團演奏，包括任天堂明星大亂鬥DX的管弦樂背景音樂Smashing...Live!、生化危機系列的原聲音樂（以「生化危機樂團」的名義出演）、由和田薰編曲的王國之心原聲音樂、椎名豪監製的遺跡傳奇原聲音樂、以及它們出演的遊戲原聲第一站——FINAL FANTASY音樂會之日本之旅（Tour de Japon - Music from Final Fantasy）在2009年5月6日，樂團在東京藝術劇場舉辦的魔物獵人系列五週年管弦樂慶典上演出。
同樣，也有不少動畫以及電影的原聲音樂也出自這個樂團之手，像是千與千尋和霍爾的移動城堡，由久石讓擔任原聲帶作曲、編曲、樂團指揮；新世紀福音戰士的原聲音樂，由鷺巢詩郎擔當音樂作曲、編曲以及樂團指揮；美國動畫電影勇敢的小烤麵包機的原聲音樂，由大衛·紐曼作曲。
樂團也和不少音樂家合作演出，像是殷維·馬姆斯汀以及他的降E小調協奏曲系列、米蓋·卡米諾、杰弗里‧西蒙、川井郁子等。

### 部分演出活動
- 2001年與大衛·紐曼的共同演出
- World Dreams（2004年7月19日～8月1日全日本國巡迴演出，共9場，最後一場位於大阪城公園，客席演出：蒂姆·莫里森）
- 貝多芬歌劇《費德里奧》之第一幕（2005年，演奏會形式，音樂監督：Christian Arming）
- Joe Hisaishi - Symphonic Special 2005（2005年8月3日～14日）
- 12月の恋人たち（2005年12月2日～6日，客席演出：金夫人、小卡羅爾）
- 真夏の夜の悪夢（2005年8月13日，客席演出：栗友會合唱團）
- There is the Time（2007年8月2日～12日，客席演出：林正子）
- 東日本大震災義演（2011年3月11日）

### 定期演奏会
- トリフォニー・シリーズ
  - 年度演出計劃8回、演奏会回数16次
- サントリーホール・シリーズ
  - 年度演出計劃8回、演奏会回数8回

### 其它定期演出
- 名曲系列〈新・古典之門〉
  - 年間プログラム数8回、演奏会回数16回（墨田三聲音樂廳）
- 特別演奏会
  - 貝多芬「第九」演奏会（墨田三聲音樂廳1回，Orchard Hall（日语：オーチャードホール）1回、三得利音樂廳1回）
  - 新年跨年演奏會（墨田三聲音樂廳）
  - 维也纳新年音乐会（墨田三聲音樂廳）
- 室內樂系列
- 多摩定期演奏会（多摩帕台农神庙（日语：パルテノン多摩）舉辦）

### 動畫原聲音樂（動畫原聲演奏）
- 火鳥（1978年東宝，火の鳥プロダクション，音樂：Michel Legrand）
- 影武者（1980年，導演：黑澤明，音樂：池邊晋一郎、指揮：佐藤功太郎）
- 聯合艦隊（1981年東宝，音樂：服部克久）
- わが青春のアルカディア（日语：わが青春のアルカディア）（1982年東映，音樂：木森敏之，指揮：熊谷弘）
- FUTURE WAR 198X年（日语：FUTURE WAR 198X年）（1982年東映、音樂：横山菁兒，指揮：熊谷弘）
- 帝都物語（1988年東宝，音樂：石井真木（日语：石井眞木））
- 川流不息（2000年東宝，音樂：久石让，指揮：熊谷弘）
- 千與千尋（2001年東宝，音樂・指揮・鋼琴：久石让）
- 梅與小貓巴士（2002年三鷹之森吉卜力美術館短片，音樂・指揮：久石让）
- 哥吉拉×摩斯拉×機械哥吉拉 東京SOS（2003年東宝，音樂：大島滿）
- 霍爾的移動城堡（2004年東宝，音樂・指揮・鋼琴：久石让）
- 崖上的波妞（2008年東宝，音樂・指揮・鋼琴：久石让）

### 電視劇原聲
- 超人機（『交響組曲 超人機メタルダー』）-（1987年，東映，音樂：横山青兒，指揮：熊谷弘）
- 太王四神記（2007年，音樂・指揮・鋼琴：久石让）

### OVA原聲
- 銀河英雄傳說 - 部分BGM

### 遊戲原聲
- 鬼武者（音樂：新垣隆 指揮：新垣隆 副指揮：小内將人（日语：小内將人））
- 遺跡傳奇 - 南梦宫（後來成為万代南梦宫娱乐）發售的角色扮演遊戲。
- 天外魔境III NAMIDA（音樂：加藤和彦 指揮：佐渡裕）

### 樂團演出專輯

#### 以「新日本愛樂·World Dream·交響樂團」名義
- World Dreams（2004年）
- Works III（2005年）
- パリのアメリカ人（2005年）
- 真夏の夜の悪夢（2006年）
- W.d.o.（2006年 / 此前3次公開演出音樂會的合輯DVD）
- ベスト・オブ・W.D.O.（2007年 / 此前公開演出的精選合輯CD）

## 資料來源
1. ↑  指揮家：小澤徵爾 （页面存档备份，存于） - cri.com
2. ↑  華麗鋼琴手卡米洛狂想之夜 的存檔，存档日期2013-11-02. - xinmedia.com
3. ↑  .   [2013-11-01]. （原始内容存档于2015-04-19）.
4. ↑  川井郁子 Ikuko Kawai - youtube.com

## 外部連結
- 官方网站（日語）
- 新日本フィル的X（前Twitter）
- 墨田三聲音樂廳 （页面存档备份，存于）